# Sobór Sofijski w Kijowie

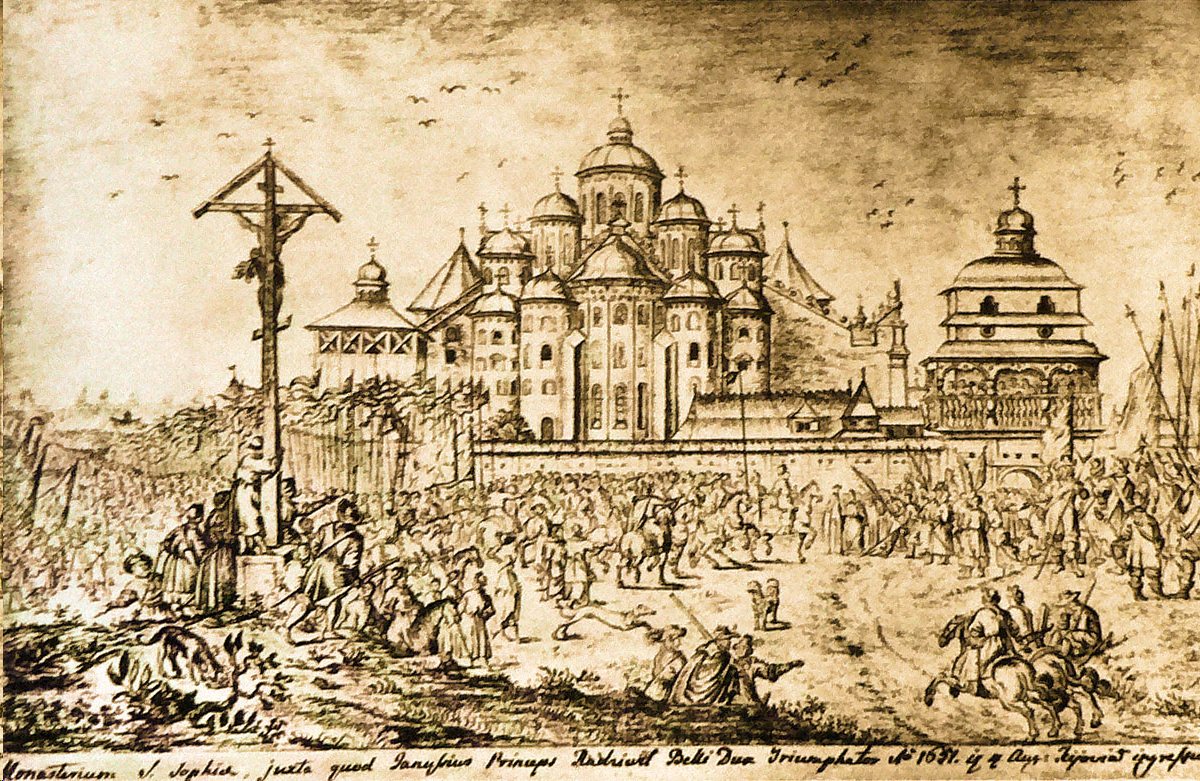
Armia litewska wkracza do Kijowa w 1651 r., w czasie powstania Chmielnickiego w tle Sobór Mądrości Bożej, rysunek z natury świadka tych wydarzeń Abrahama van Westervelda

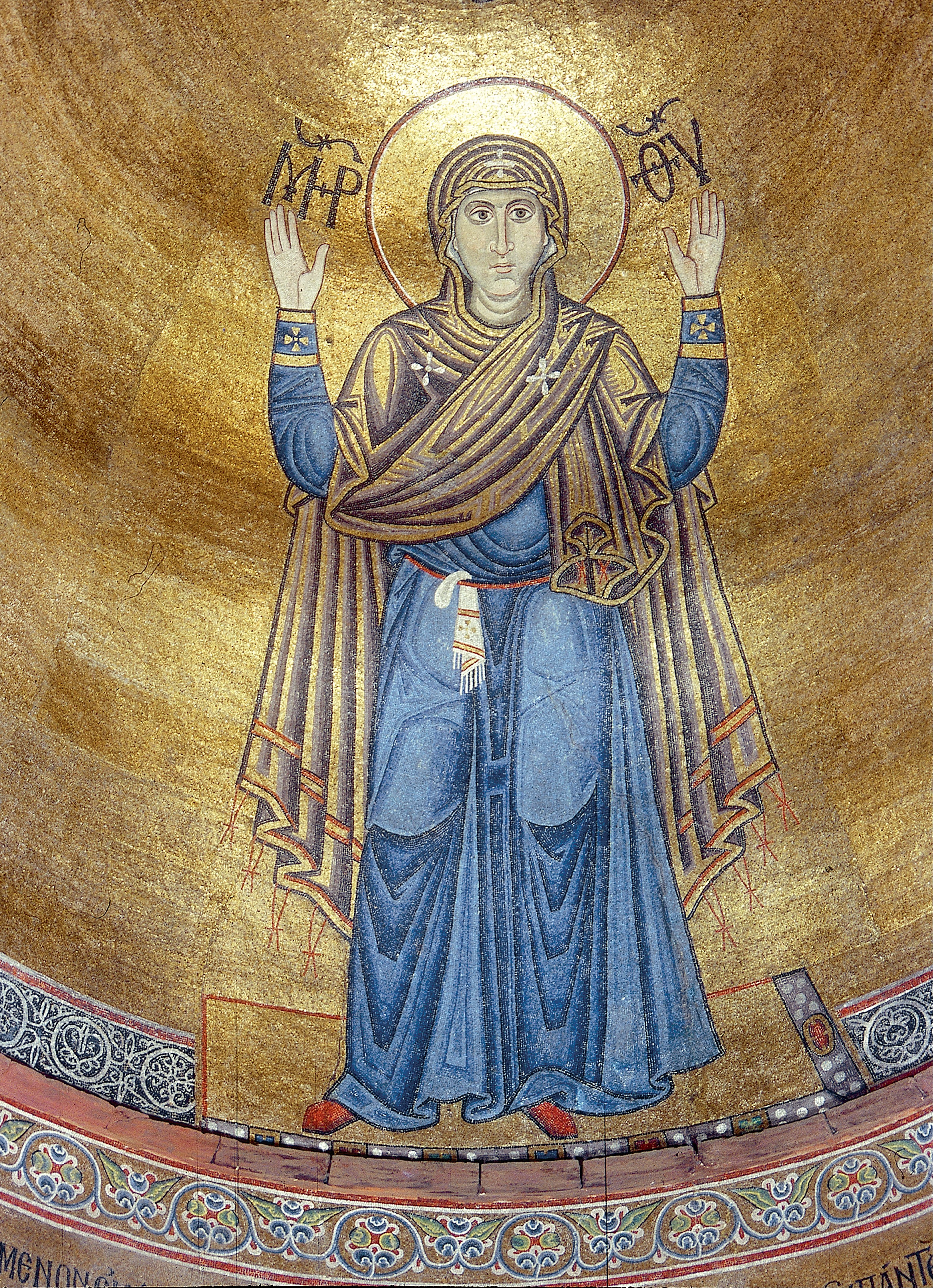
Matka Boża Orantka, mozaika w absydzie centralnej soboru z XI w., wykonana z wykorzystaniem szkła kobaltowego zwanego smaltą

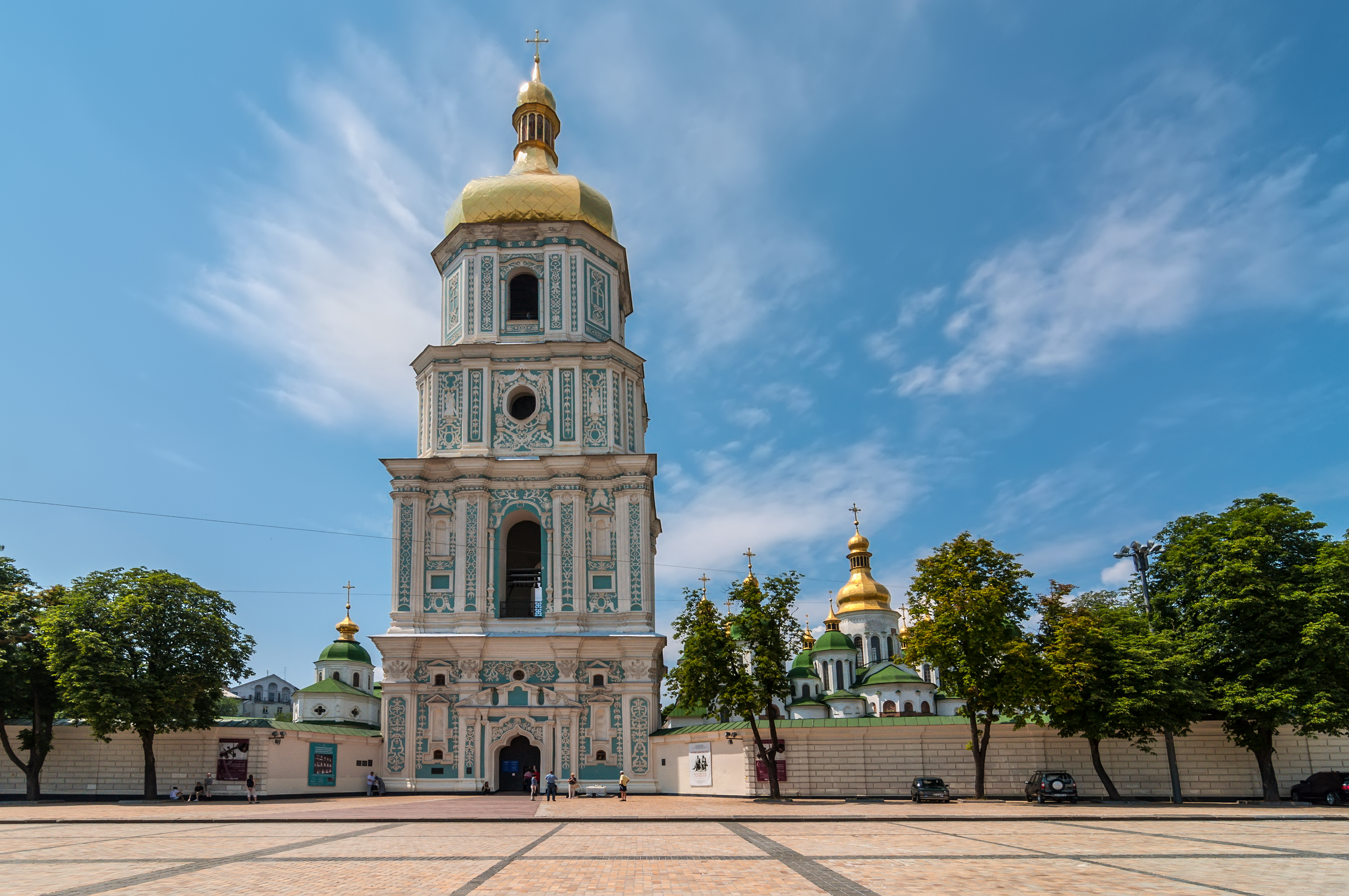
Dzwonnica z XVIII w. (zwieńczenie z XIX w.)

Sobór Sofijski albo sobór Mądrości Bożej (ukr. Софійський Собор) – cerkiew w Kijowie, wpisana na listę światowego dziedzictwa kulturalnego UNESCO, obecnie muzeum państwowe. Od 2023 roku obiekt ma status dziedzictwa zagrożonego w związku z wojną na Ukrainie.

## Historia

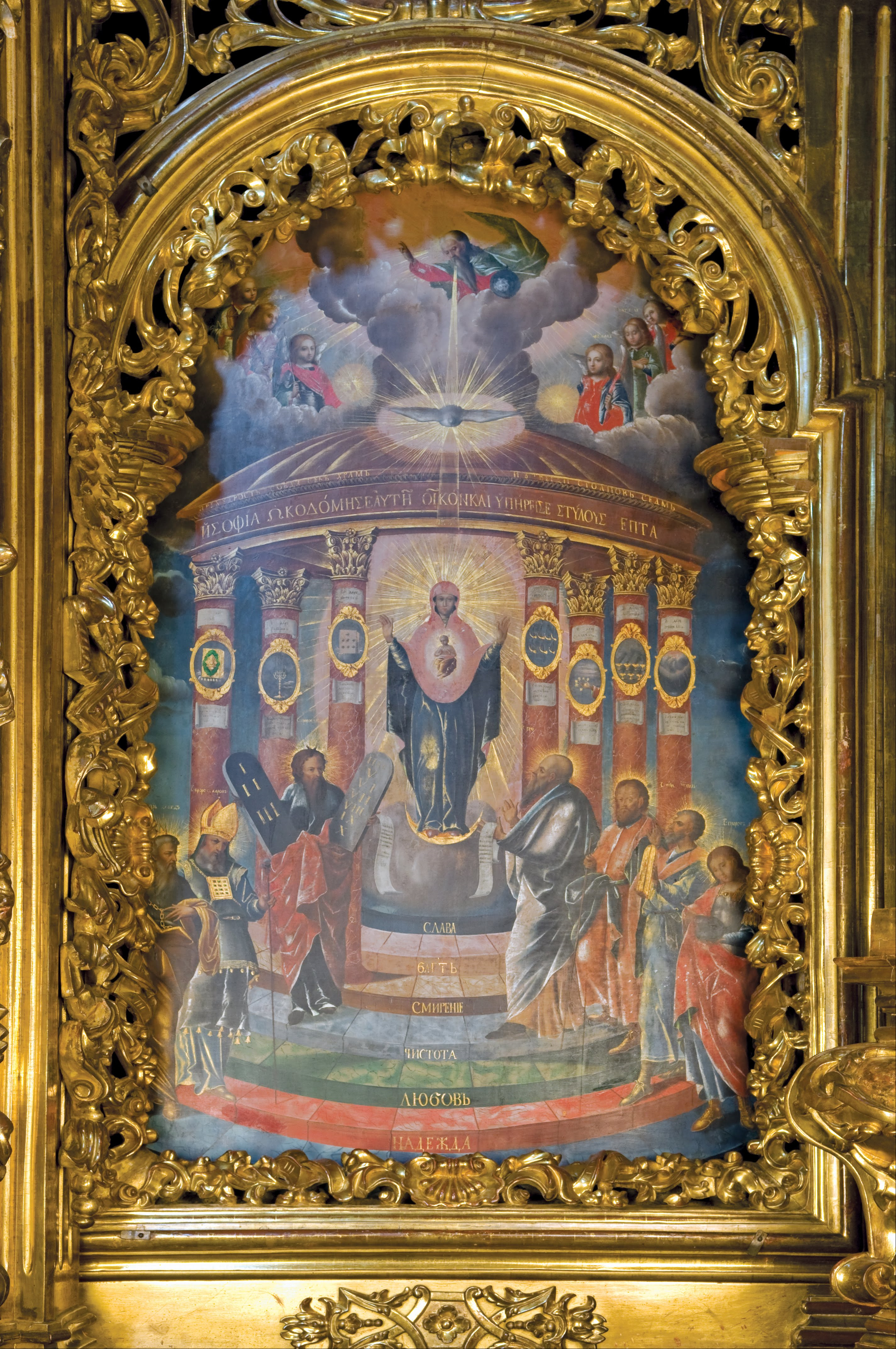
Ikona Mądrości Bożej w katedrze prawosławnej w Kijowie

Pierwsze chrześcijańskie budowle sakralne miały istnieć w tym miejscu już w czasach panowania św. Olgi (945–947). Obecną świątynię zaczęto budować za panowania Włodzimierza I Wielkiego, 4 listopada 1011 w stylu bizantyjskim. Do XIII wieku była najważniejszą cerkwią miasta, pełniła funkcje katedry biskupiej, w tym metropolitalnej. Po najeździe Tatarów w 1240 roku została zrujnowana i opuszczona. W XVI wieku była już poważnie uszkodzona (nie posiadała dachów i kopuł).
W latach 1637–1638 z inicjatywy metropolity Piotra Mohyły cerkiew została odbudowana w stylu barokowym wg planów i udziale włoskiego architekta Octaviano Manciniego. Dodano wtedy zbudowane od fundamentów cztery apsydiole rozmieszczone po bokach sanktuarium oraz wzniesiono attyki. Cerkiew została poważnie zniszczona przez pożar w 1697 r. Dzisiejszy kształt budynku pochodzi w większości z czasów rządów Iwana Mazepy z lat 1699–1709. W XVIII wieku zbudowano dzwonnicę, bramę Zborowskiego, piekarnię, dom metropolity, bursę i inne zabudowania.
W 1882 zburzono od strony zachodniej ganek z czasów Iwana Mazepy, zastępując go stylizacją neobizantyjską.
W 1921 w soborze wszechukraiński sobór wyświęcił protoprezbitera Wasyla Lypkiwśkoho na Metropolitę kijowskiego i całej Ukrainy, głowę nowo utworzonego niekanonicznego Ukraińskiego Autokefalicznego Kościoła Prawosławnego. Tego samego roku Narodowa Akademia Nauk Ukrainy utworzyła Komisję ds. cerkwi Mądrości Bożej, w celu ratowania soboru przed zniszczeniem przez władze, w ramach regularnej akcji ateizacji ZSRR. W 1934 w ramach akcji zamykania i burzenia świątyń w stolicy Ukrainy, cały zespół klasztorny Mądrości Bożej, razem z drugim głównym monasterem miasta, ławrą Peczerską, zamieniono w muzeum. Rząd komunistyczny zakazał sprawowania liturgii w soborze. Zabrano złote i srebrne przedmioty liturgiczne, królewskie wrota, ikony, kadzielnice, świeczniki, szaty i księgi liturgiczne. Pozłocony ikonostas, po zdarciu złota, spalono. We wrześniu 1941, według świadectw byłego dyrektora sofijskiego muzeum, Oleksego Powstenki, władze próbowały zaminować sobór i wysadzić go w powietrze. Nie zdążyli zrobić tego przed przyjściem wojsk niemieckich. Saperzy niemieccy oczyścili obiekt. W 1943 podczas niemieckiej okupacji Kijowa rozgrabiono eksponaty soboru-muzeum, część cennych ikon i archiwum fotograficznego wywieziono do Niemiec. Późniejsza propaganda starannie otaczała milczeniem niszczycielskie działania władzy radzieckiej.
Aktualnie na jej terenie znajduje się muzeum, a o jej przejęcie starał się Ukraiński Kościół Prawosławny Patriarchatu Kijowskiego.
15 grudnia 2018 r. w soborze Mądrości Bożej odbył się sobór zjednoczeniowy, na którym utworzono Kościół Prawosławny Ukrainy; również tam 3 lutego 2019 r. miała miejsce intronizacja pierwszego zwierzchnika tego Kościoła – metropolity Epifaniusza (Dumenki).

## Architektura
Świątynia posiada 3 nawy z okresu średniowiecza i 2 dodatkowe nawy przy każdym z boków, które zostały dodane w okresie nowożytnym. Dach wieńczy 13 kopuł. Na piętro z dawną galerią dla możnowładców prowadzi spiralna klatka schodowa. W średniowieczu sobór był nieotynkowany.

## Wnętrze
W soborze zachowały się pochodzące z XI i XII wieku freski i mozaiki, stworzone przez artystów bizantyjskich i ruskich. W centralnej części za ikonostasem znajduje się 6-metrowa mozaika „Oranta” z XI wieku przedstawiająca Matkę Boską z uniesionymi dłońmi. We wnętrzu zachował się też dolna część ikonostasu z 1747. W nawach bocznych eksponowane są średniowieczne kamienne sarkofagi książęce w tym grobowiec Jarosława Mądrego.

## Otoczenie
Na terenie kompleksu obok soboru znajdują się także:
- dzwonnica barokowa z XVIII w., nadbudowana w XIX wieku
- rezydencja metropolity kijowskiego
- refektarz
- bursa